# Santipap Yaemsaen
Santipap Yaemsaen (thailändisch สันติภาพ แย้มแสน, * 1. März 2000) ist ein thailändischer Fußballspieler.

## Karriere
Santipap Yaemsaen erlernte das Fußballspielen in der Jugendmannschaft von Bangkok United. Hier unterschrieb er auch seinen ersten Vertrag. Der Verein aus der thailändischen Hauptstadt Bangkok spielte in der ersten Liga, der Thai League. Hier kam er jedoch nicht zum Einsatz. 2019 spielte er für die U23-Mannschaft von Bangkok United. Die U23 spielte in der vierten Liga. Hier trat Bangkok in der Bangkok Metropolitan Region an. 20-mal stand er in der vierten Liga auf dem Spielfeld. Mit der U23 wurde er Vizemeister der Region. 2020 wurde er nach Krabi den Drittligisten Krabi FC ausgeliehen. Zu Saisonbeginn 2021/22 kehrte er nach Bangkok zurück. Sein Erstligadebüt gab Santipap Yaemsaen am 17. Oktober 2021 (8. Spieltag) im Heimspiel gegen den Chonburi FC. Hier wurde er in der 89. Minute für Pokklaw Anan eingewechselt. Bangkok United gewann das Spiel durch ein Tor des Brasilianers Vander mit 1:0. Zur Rückrunde 2021/22 wechselte er auf Leihbasis zum Zweitligisten Navy FC. Am Ende der Saison 2021/22 musste er mit der Navy als Tabellenletzter in die dritte Liga absteigen. Nach Ende der Ausleihe bei der Navy wurde er direkt an den Zweitligaaufsteiger Krabi FC ausgeliehen. Für Krabi bestritt er elf Zweitligaspiele. Nach der Ausleihe kehrte er im Dezember 2022 zu Bangkok United zurück. Für den Aufsteiger bestritt er in der Hinrunde 2022/23 elf Zweitligaspiele. Die Rückrunde spielt er auf Leihbasis beim ebenfalls in der zweiten Liga spielenden Chainat Hornbill FC. Für den Verein aus Chainat bestritt er 17 Ligaspiele. Nach der Saison kehrte er zu Bangkok United zurück. Nach Vertragsende bei Bangkok United unterschrieb er im Juli 2023 einen Vertrag beim ebenfalls in der ersten Liga spielenden Chiangrai United.